# Jiří Blažek (ekonom)
Jiří Blažek (21. února 1947 Ústí nad Orlicí – 12. února 2024 Brno) byl český ekonom a vysokoškolský učitel, v letech 1998 až 2001 děkan Právnické fakulty Univerzity Palackého (PF UP). 

## Život
Narodil se v únoru 1947 v Ústí nad Orlicí. V mládí absolvoval studium na Vysoké škole ekonomické. V roce 1975 začal vyučovat na Fakultě stavební VUT v Brně. Po sametové revoluci přešel v roce 1991 na nově vzniklou Katedru národního hospodářství Právnické fakulty Masarykovy univerzity. V rámci svých přenášek na PF MU se zaměřoval zejména na oblast ekonomie v kontextu práva. Tou dobou se také podílel na založení Spolku přátel Karla Engliše. Později se stal vedoucím Katedry národního hospodářství PF MU a následně do roku 2015 vedl nově vzniklou Katedru finančního práva a národního hospodářství. V roce 1998 se po úmrtí prvního děkana PF UP Miroslava Liberdy stal druhým děkanem této fakulty. Ve funkci skončil v roce 2001, když funkci děkana fakulty ve volbách neobhájil.
Blažek také během své kariéry působil jako člen rozkladové komise Úřadu pro ochranu hospodářské soutěže a člen České ekonomické společnosti. Blažek dále za svou kariéru pomohl založit hned několik soukromých vysokých škol, a to nejen v Česku, ale i na Slovensku a v Polsku. V letech 2008 až 2018 přednášel Blažek také na Ústavu ekonomie Mendelovy univerzity v Brně. V lednu 2023 mu byla udělena stříbrná medaile Masarykovy univerzity. V prosinci 2023 se Blažkův zdravotní stav zhoršil natolik, že významně omezil své akademické působení. Zemřel v únoru 2024 v Brně.
Byl ženatý, měl syna Adama.